# 悪代官
悪代官（あくだいかん）とは、領民を圧政で苦しめたり、不正を働いたりした代官の代名詞的な表現。実際の歴史の中では、「悪代官」と言われるような代官はさほどいなかった（江戸時代における代官も参照のこと）とされるが、フィクションの世界（時代劇）においては悪党の総元締め的な「ストックキャラクター」として登場する。特に勧善懲悪型の時代劇においては、大きな威圧感と強面ぶりを示しながらも、最後には必ず主人公（またはその仲間）に成敗される存在として欠かせない役どころであり、そのイメージがステレオタイプ化され、広く親しまれるようになった。
現代においても不正を行ったり強引な手法が目立つ首長や官僚、役人等を比喩する場合に使われることがある。

## 歴史的な背景
多くの現代人が抱くイメージに反し、公儀の代理として天領を管理する代官の中に「悪代官」と言われるような代官は全くいなかったわけでもないが、領民が総じて「天領の民」であるという自負が高いこともあって、実際には問題が発生すれば多くの場合はすぐに罷免され、時には切腹も有り得るなど、江戸時代の代官は厳しく管理されていた。また、代官の仕事は非常に多忙で、ほとんどの代官は時代劇で取り上げられているような悪事を企んでいる暇さえもなかったのが実情らしい。
それにもかかわらず、後年になって代官が「悪」のイメージを持つようになった理由はいくつか挙げられる。

## 時代劇における悪代官
勧善懲悪型の時代劇においては、主人公（またはその仲間）のヒーロー性を高めるために、存在感があり、かつ視聴者にも分かりやすい悪役が不可欠である。「弱きを助け、強きを挫く」ためには一定の権限や立場が必要であり、また倒幕以降について回るようになった「悪」のイメージも手伝って、代官が悪役として登場することが多くなった。
21世紀初頭には勧善懲悪型の時代劇が少なくなってきたこともあり、また悪とされる側の事情や人間的な側面が描かれるようになってきたため、典型的な悪代官自体登場が減っている。

### 「○○、お主も悪よのう」
悪代官の代表的なイメージとして、「お主も悪よのう」という台詞がある。
ステレオタイプな場面設定としては、夜、悪代官の屋敷において悪徳商人（廻船問屋、両替商など）との謀議の際に、悪徳商人から袖の下（山吹色の菓子を詰めた菓子箱など）を渡された状況が挙げられる。悪代官でこの台詞を連想する人も少なくないが、実際のテレビドラマではあまり使用されていない（時代劇の悪代官役で知られる川合伸旺によると、田口計と共演した「カンロのど飴」CM撮影時にアドリブとして生まれ、それが採用されて視聴者にインパクトを与え、定着したとのこと）。なお、この台詞には「いえいえ、お代官様ほどでは」との台詞が続くのが代表的である。

### その他の悪代官のイメージ
主人公（庶民に成りすました身分の高い誰か）が相手にその正体を明かし、潔く責任を取るよう命じた時の反応は作品によって異なるが、大抵は以下のどちらかに分れる。
- 「お、恐れ入りました……」と潔く敗けを認める。
- 「実（まこと）の××様がこのような場所に来られるはずがない。××様の名を騙る狼藉者だ。出合え、出合えっ!」と開き直り襲いかかる。

後者の場合は手下共々主人公たちに成敗される結果となるが、前者でも後日厳罰に処される運命が待っている。
- また、ごくまれにだが、相手の正体を知った上で「お手向かい致しますぞ」「ここで消してしまえば…」「お命頂戴仕る」と口封じに走る生粋の悪党もいる（暴れん坊将軍に登場した悪老中など）。

### 悪代官役で知られる俳優
- 青木義朗
- 青山良彦
- 安部徹
- 天津敏
- 有川博
- 石田太郎
- 石田登星
- 石橋雅史
- 石山輝夫
- 磯部勉
- 出水憲
- 伊藤高
- 伊吹剛
- 伊吹聡太朗
- 今井健二
- 潮哲也
- 内田勝正
- 内田稔
- 梅津栄
- 江見俊太郎
- 遠藤征慈
- 遠藤太津朗
- 大出俊
- 大木正司
- 大河内浩
- 大林丈史
- 岡崎二朗
- 小笠原弘
- 小笠原良知
- 小沢象
- 片岡弘鳳
- 勝部演之
- 金田龍之介
- 亀石征一郎
- 川合伸旺
- 河原崎建三
- 河原崎次郎
- 川辺久造
- 神田隆
- 北原義郎
- 北町嘉朗
- 草薙幸二郎
- 栗塚旭
- 黒部進
- 剣持伴紀
- 幸田宗丸
- 小林勝彦
- 五味龍太郎
- 近藤宏
- 近藤洋介
- 佐藤仁哉
- 柴田侊彦
- 菅貫太郎
- 須賀不二男
- 曽根晴美
- 大門正明
- 高城淳一
- 高野真二
- 滝田裕介
- 田口計
- 立川三貴
- 田中明夫
- 田中浩
- 玉川伊佐男
- 常泉忠通
- 藤堂新二
- 戸浦六宏
- 外山高士
- 中井啓輔
- 永井秀明
- 中島久之
- 中田浩二
- 中田博久
- 中野誠也
- 中原丈雄
- 中丸新将
- 中丸忠雄
- 中村孝雄
- 中山昭二
- 中山仁
- 成瀬正孝
- 名和宏
- 南原宏治
- 西沢利明
- 西田健
- 沼田曜一
- 長谷川明男
- 浜田晃
- 原口剛
- 原田清人
- 早川雄三
- 久富惟晴
- 深江章喜
- 藤岡重慶
- 船戸順
- 穂積隆信
- 三上真一郎
- 御木本伸介
- 宮口二郎
- 睦五朗
- 森幹太
- 山岡徹也
- 山本昌平
- 横森久
- 和崎俊哉